# Nantes Basket Hermine
O Nantes Basket Hermine, conhecido também por Nantes Basket, é um clube de basquetebol baseado em Nantes, França que atualmente disputa a LNB Pro B. Manda seus jogos na La Trocardière com capacidade para 4.238 espectadores.

## Histórico de Temporadas
| Temporada | Nível | Liga      | Pos.                             | J                                | PL                               | Resultado                        | Copa da França |
| --------- | ----- | --------- | -------------------------------- | -------------------------------- | -------------------------------- | -------------------------------- | -------------- |
| 1988-89   | 1     | LNB Pro A | 13                               | 6-24                             |                                  |                                  |                |
| 1989-90   | 1     | LNB Pro A | 6                                | 21-13                            | 0-2                              | Playoffs preliminares            |                |
| 1990-91   | 1     | LNB Pro A | 15                               | 11-19                            |                                  | Rebaixado                        |                |
| 1991-92   | 2     | LNB Pro B | 3                                |                                  |                                  |                                  |                |
| 1992-93   | 3     | NM2       |                                  |                                  |                                  |                                  |                |
| 1993-94   | 3     | NM2       |                                  |                                  |                                  |                                  |                |
| 1994-95   | 3     | NM2       |                                  |                                  |                                  |                                  |                |
| 1995-96   | 2     | LNB Pro B | 8                                | 28-14                            | 0-2                              | Quartas de finais                |                |
| 1996-97   | 2     | LNB Pro B | 9                                |                                  |                                  |                                  |                |
| 1997-98   | 2     | LNB Pro B | 13                               | 12-22                            |                                  |                                  |                |
| 1998-99   | 2     | LNB Pro B | 14                               | 13-17                            |                                  |                                  |                |
| 1999-00   | 2     | LNB Pro B | 6                                | 20-14                            |                                  |                                  |                |
| 2000-01   | 2     | LNB Pro B | 14                               | 9-21                             |                                  |                                  |                |
| 2001-02   | 2     | LNB Pro B | 10                               | 14-16                            |                                  |                                  |                |
| 2002-03   | 2     | LNB Pro B | 16                               | 9-21                             |                                  | Rebaixado                        |                |
| 2003-04   | 2     | LNB Pro B | 13                               | 10-20                            |                                  |                                  |                |
| 2004-05   | 2     | LNB Pro B | 12                               | 14-18                            |                                  |                                  |                |
| 2005-06   | 2     | LNB Pro B | 15                               | 15-19                            |                                  |                                  | Segunda fase   |
| 2006-07   | 2     | LNB Pro B | 15                               | 12-22                            |                                  |                                  | Primeira fase  |
| 2007-08   | 2     | LNB Pro B | 7                                | 19-15                            | 1-2                              | Quartas de finais                | Primeira fase  |
| 2008-09   | 2     | LNB Pro B | 7                                | 19-15                            | 1-2                              | Quartas de finais                |                |
| 2009-10   | 2     | LNB Pro B | 15                               | 13-21                            |                                  |                                  | Segunda fase   |
| 2010-11   | 2     | LNB Pro B | 10                               | 18-16                            |                                  |                                  | Primeira fase  |
| 2011-12   | 2     | LNB Pro B | 13                               | 14-20                            |                                  |                                  | Segunda fase   |
| 2012-13   | 2     | LNB Pro B | 16                               | 10-24                            |                                  |                                  | Primeira fase  |
| 2013-14   | 2     | LNB Pro B | 15                               | 16-28                            | 3-3                              |                                  | Primeira fase  |
| 2014–15   | 2     | LNB Pro B | 5                                | 20-14                            | 0-2                              | Quartas de finais                | Terceira fase  |
| 2015–16   | 2     | LNB Pro B | 7                                | 18-16                            | 0-2                              | Quartas de finais                | Segunda fase   |
| 2016–17   | 2     | LNB Pro B | 6                                | 18-16                            | 5-3                              | Finalista                        | Primeira fase  |
| 2017-18   | 2     | LNB Pro B | 13                               | 12-22                            |                                  |                                  |                |
| 2018-19   | 2     | LNB Pro B | 10                               | 18-16                            |                                  |                                  |                |
| 2019-20   | 2     | LNB Pro B | Cancelado - Pandemia de COVID-19 | Cancelado - Pandemia de COVID-19 | Cancelado - Pandemia de COVID-19 | Cancelado - Pandemia de COVID-19 |                |
| 2020-21   | 2     | LNB Pro B | 10º                              | 17-17                            |                                  |                                  |                |
| 2021-22   | 2     | LNB Pro B | 10º                              | 15-19                            |                                  |                                  |                |
| 2022-23   | 2     | LNB Pro B | 17º                              | 12-22                            |                                  |                                  |                |
| 2023-24   | 2     | LNB Pro B | 13º                              | 14-20                            |                                  |                                  |                |
| 2024-25   | 2     | LNB Pro B | 16º                              | 14-24                            |                                  |                                  |                |

fonte:eurobasket.com

## Títulos

### LNB Pro B
- Finalista dos playoffs (1):2016-17